# Versmė

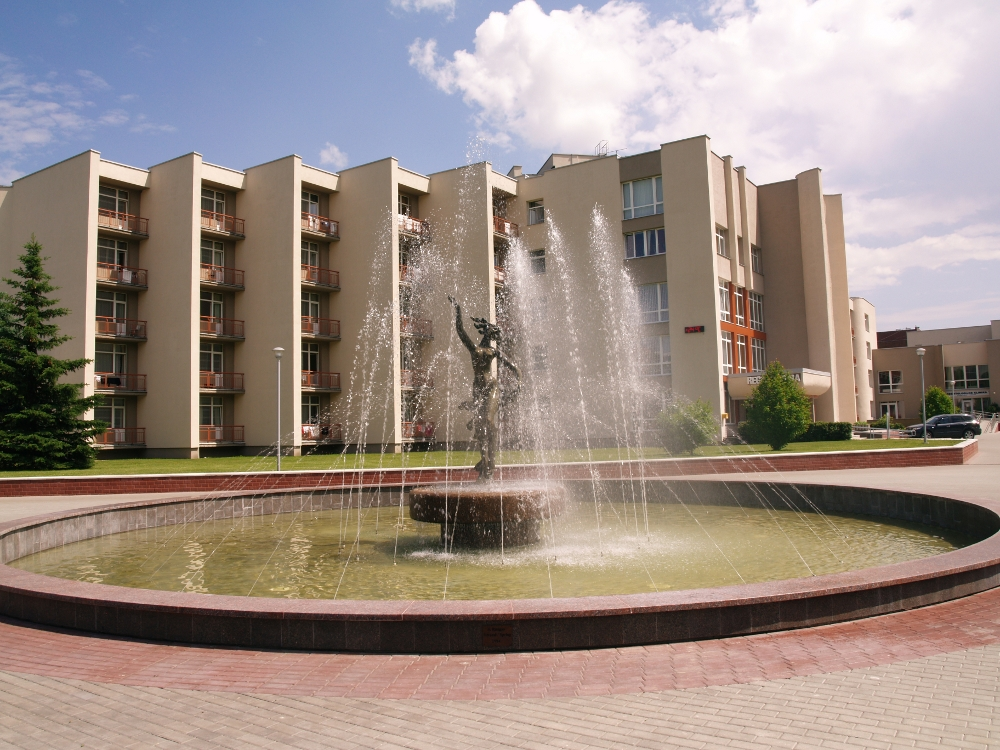
Hauptgebäude

Versmė ist ein Sanatorium mit einem SPA-Zentrum (Schwimmbad und Saunakomplex) in der litauischen  Kurortstadt Birštonas, am rechten Flussufer des Nemunas.  Der Träger ist das litauische Privatunternehmen Birštono sanatorija „Versmė“ AB.
Das Sanatorium beschäftigt 243 Mitarbeiter (Stand: Februar 2025).

## Kur
Das Sanatorium ist auf medizinische Rehabilitation,  Gesundheitsförderung und SPA spezialisiert. Bei der Behandlung werden natürliche Heilfaktoren (Mineralwasser aus eigener Quelle, Heilschlamm,  Klimatherapie, Licht, Bewegungstherapie) eingesetzt.
Man bietet Physiotherapie, Ergotherapie, therapeutische Massage, Krankengymnastik, ko-klinische, biochemische und funktionelle Untersuchungen sowie  psychologische, sozialarbeiterische, logopädische und sprachtherapeutische Behandlung.

## Mineralwasser
Das Sanatorium verfügt über einen eigenen Mineralwasserförderbrunnen – eine 270 Meter tiefe Bohrung zur Quelle „Versmė“, eine der tiefsten im Kurort Birštonas. In der Trinkhalle kann das natürliche, nicht kohlensäurehaltige Mineralwasser kostenlos verkostet werden. Es handelt sich um ein Natrium-Calcium-Chlorid-Wasser mit einer Gesamtmineralisierung von 3,5 bis 5,5 g/L.
Das Mineralwasserbecken mit einer hohen Mineralisierung von bis zu 22 g/L ist mit 2000 Litern warmem Mineralwasser gefüllt. Die Wassertemperatur beträgt 35–37 °C, und das Wasser stammt direkt aus den Tiefen der Erde.  

## Medizinische Rehabilitation
Medizinische Rehabilitationsleistungen werden für folgende Krankheitsbilder erbracht: Erkrankungen des Nervensystems, Erkrankungen des Bewegungsapparates, Erkrankungen des Verdauungssystems, endokrine Erkrankungen; Erkrankungen des Atmungssystems und Erkrankungen der Niere.
Die medizinische Rehabilitationsbehandlung umfasst gewöhnliche und zusätzliche Behandlungen wie Krankengymnastik im Schwimmbad, Mineralbad, trockene Schlammsäcke, „SCHREK“-Schlamm-Tonminerale-Behandlung, Kontrastbad oder Vier-Kammer-Bad oder Kreislaufdusche oder Hand- und Fußwassermassage, Halotherapie, Inhalation von Mineralwasser, Polarisationslichttherapie mit einem Bioptron.

## Struktur
Das Sanatorium besteht aus drei Gebäuden:
- A korpusas
- B korpusas
- C korpusas.

Es gibt einen Kinosaal,  zwei Souvenir-Läden, Friseur-Salon, Maniküre-Pediküre-Salon, einen Mini-Veranstaltungssaal, die Glashalle „Beauty Garden“. Die Räumlichkeiten stehen für Konferenzen, Seminare und private Veranstaltungen zur Verfügung. 

## Geschichte
Am 19. Februar 1969 wurde der Erholungsheim und Altersheim „Versmė“  im damaligen Sowjetlitauen gegründet. Zu dieser Zeit wurden die Arbeiter der litauischen Landwirtschaft  behandelt.
Ende 1975 wurde ein medizinisch-diagnostisches Gebäude mit einem Saal für kulturelle Veranstaltungen, einer Bibliothek und einem Lesesaal fertiggestellt. Die Heilstätte bot Zahnprothetik, Zahnmedizin, Physiotherapie, Funktionsdiagnostik, Inhalation, Röntgen und viele andere medizinische Dienstleistungen.
Am 1. Januar 1976 wurde die Einrichtung in das Interkolchos-Sanatorium  „Versmė“ von Birštonas umgewandelt.
Im Jahr 1988 wurde ein neues Wohngebäude mit einem Physiotherapieraum, einer Bibliothek, einem Lesesaal, medizinischem Personal und Behandlungsräumen eröffnet.
1988 wurde die Mineralwasser-Trinkhalle  eingeweiht, die mit exklusiven Glasfenstern des Künstlers Vytautas Švarlis ausgestattet ist.
Am 23. Oktober 1991 wurde das Sanatorium  in das staatliche Sanatorium „Versmė“ von Birštonas und am 26. April 1995  in eine private Aktiengesellschaft umgewandelt.
2023 erzielte man einen Umsatz von 6,2 Mio. Euro.